# Кей-поп
Кей-поп (/keɪ pɔp/, от съкращението на английски: Korean pop или K-pop;на корейски: 케이팝) е музикален жанр, модерна форма на южнокорейската поп музика, която е вдъхновена от редица музикални стилове и жанрове в света: английски поп, рок, хип-хоп, съвременен ритъм енд блус, експериментална музика, джаз, госпъл, латино, реге, електронна денс музика, фолк музика, кънтри и класическа музика, използвайки за основа върха на своите уникални традиционни корейски музикални корени. По-модерната форма на жанра е създадена благодарение на една от най-ранните кей-поп групи Seo Taiji и Boys, основана през 1992 г. Тяхното експериментиране с различни стилове и жанрове на музиката и интегрирането на чуждестранни музикални елементи помагат за преустройството и модернизирането на съвременната южнокорейска музика.
Според американското музикално списание Ролинг Стоун, кей-поп е „смесица от модна западна музика и високоенергетичен японски поп“ (J-pop), който „лови слушателите с повтарящи се закачливи фрази, често на английски език“. Кей-поп „следва линията на смесване на стилове, съчетава пеене, рап и специален акцент на представление и мощни визуални ефекти“.
Кей-поп не е просто музика, кей-поп става субкултура, която е популярна сред младите хора по целия свят. Благодарение на Интернет и достъп до цифрово съдържание, кей-поп достига до невероятно широка аудитория.
Корейската култура се глобализира, което позволява на Република Корея да разшири пазара си и в чужди страни. Онлайн социалната мрежа и видео платформи (главно Ютюб)позволяват привличането на много фенове от други страни и главно от Латинска Америка, Средния Изток, Източна Европа, Северна Африка и Североизточна Индия. След като Халю вълната става факт, пазарът преживява двойни скокове, като според Тайм през 2012 г. достига върхът с общ износ от 3,4 милиарда долара за първата половина на годината.

## Общ преглед
Началото на корейската музика започва още, когато Корея е под японско владичество и преминава през много стилове като трот, хип фолк и балади. Днес кей поп не включва само поп музика, но и рок, хип-хоп, балада и R&B. Модерната кей поп музика е развила свои правила като системата за обучение на изпълнители, използването на хореография в много музикални клипове и една от най-отличителната част на кей поп – присъствието на повече музикални групи, отколкото солови изпълнители.

### Многообразие на аудиовизуално съдържание
Въпреки че кей поп се отнася до популярната корейска музика, той също е смятан и за жанр обхващащ голям спектър от музикални и визуални елементи. Националният аудиовизуален институт във Франция определя кей поп музиката като „сливане на синтезирана музика, резки танци и модни трендове, цветни облекла и сливане на бъбългъм поп с елементи на електро, диско, рок, хип-хоп и R&B“.
- Популярната група Sistar облечени в типичен „кей“ стил облекла
- Brown Eyed Girls са известни представители на електронната музика главно с песента „Abracadabra“ от 2010 г.

### Хореография
Когато изпълнителите пеят почти винаги изпълняват танц, като дори понякога танците изместват пеенето на сцената. Синхронизацията също е много важна, темпото на танците зависи от песента. Често хореографи от Америка работят за различни групи и компании по време на турнета или предстоящ албум.
- групата BTS стават известни със сложността на танците си.
- Дуото TVXQ! танцувайки танца към песента „Catch me“
- Групата After School са известни като добри танцьорки

### Обучение
Много компании преди да дебютира изпълнител или група обучават стажантите си, които най-често участват на кастинг в компанията. Обучението може да трае от ранна детска възраст до навършването на пълнолетие. Така наречените трейнита живеят в квартира и обикновено цял ден се упражняват в пеене, танци, чужди езици и поведение пред публика и медии. Обучението на групата Гърлс Дженерейшън е струвало на компанията Ес Ем Ентъртеймънт общо около 21 милиона долара, като всяка една от тях се е обучавала от 1 година и половина до 7 и половина.
- групата Гърлс Дженерейшън
- Обучението на Чо Куон от групата 2AM е траело около 8 години
- Пак Ючон (JYJ) е бил трейни за около 4 години.

### Успех главно чрез Интернет
Както се предполага южнокорейския пазар на развлекателната индустрия е малък, песните се излъчват по телевизиите, а видеоклиповете се качват в Ютюб, за да стигнат до международните фенове. Пускането на нова песен от група и изпълнител се нарича „comeback“ (завръщане). Преди официалното завръщане се пускат снимки, тийзъри от концепцията на албума, за да „подготвят“ феновете за новия албум.
- След първите месеци от реализирането на сингъла на EXID – „Up & Down“ песента дори не се класира в националната класация „Гаон“, но след като фен качва видео на Хани (първата от ляво на дясно) как танцува на живо по време на изпъление на групата, песента им става мега хит.
- Песента на [[Сай (рапър)|]] – „Gangnam Style“ е най-гледаното видео в Ютюб
- Групата Биг Бенг и хита им от 2012 „Fantastic baby“ е най-гледания видеоклип в Ютюб от корейска група.

### Подкрепа от правителството
Корейското правителство признава, че се интересува от популярната култура и че влияе добре на износа. Според оценките 100 долара увеличение на износа води до 413 долара износ на други потребителски стоки. Министерството на културата и туризма приема инициативи за създаване на кей поп центрове по целия свят, посолствата на Южна Корея организират концерти извън страна, а Министерството на външните работи често кани феновете на „K-Pop World Festival“ в Южна Корея.
- Международни фенове по време на „K-Pop World Festival“ през 2012 г.
- Президента на Република Корея Пак Кън Хе, групите Тийн Топ, Систар и 2PM по време на общ концерт между Китай и Южна Корея
- Предишната първа дама на Република Корея заедно със Сохьон и Ким Тейон

### Посветени фенове
Феновете са доста посветени в превода на корейски песни на различни езици и обикновено развиват малък бизнес. Нормално за феновете и да организират флашмоб на видни места чрез Фейсбук, също както да танцуват и представят последните кей поп песни на публични места. Друго организиране на феновете е да се обръщат до южнокорейското посолство с искането да се проведе концерт.
Честа практика на международните фенове е да изпращат фотоалбуми и други подаръци за любимите си звезди до компаниите, в които работят, а корейските фенове често подаряват много и различни подаръци от типа на храна и скъпи бижута.
Съществуват и обсебени фенове наречени „сасасенг фен“ (사생팬) на възраст между 13 – 17 години, които навлизат в личното пространство на музикантите като най-често ги преследват, но има по-тежки случаи, когато например сасасенг купуват същия ван като на групата Ексо и се опитват да ги отвлекат.
- Кей поп фенове от Египет
- Кей поп състезание в Аржентина
- Феновете на TVXQ!/JYJ по време на концерт на JYJ в Тайпей

## История

### Зараждане
Зараждането на корейската музика започва през 1885, когато американския мисионер Хенри Апензелер започва да учи корейското население на американски и британски песни в училищата. Песните били наречени „чанга“ и представлявали известни фолклорни песни с корейски текст. По време на периода Корея под японско владичество песните стават начин чувствата към окупацията да се изразят. Популярна песен била „Песента на надеждата“ (희망가), но по-късно всички записани книги и колекции били конфискувани от японците.
Първият корейски албум наречен „Тези бурни времена“ от И Рьо-сек и Пак Че-сон е издаден през 1925 и се състои от преведени от японски известни песни. Първата песен писана от кореец е „Паднали черешови дървета на течаща вода“ изпълнявана от И Чонг-сок през 1929 г. През 20-те години на ХХв. Масао Кога смесва госпел с традиционна корейска музика и стилът става популярен като „трот“. Днес няколко идола като Десънг от Биг Бенг и някои от членовете от Супер Джуниър реализират сингли в такъв стил. През 2014 по телевизията KBS2 се излъчва сериала „Trot Lovers“ с участието на Ънджи от групата A pink.

### Навлизането на западната култура
След като Корейския полуостров се разделя на Северен и Южен и се прекратява японската окупация, западната култура започва да навлиза чрез създаването на клубове, в които се пускала модерна западна музика. След като приключва Корейската война (1950 – 1953) навлязлата армия на САЩ продължава да допринася за разпространението на американската и световна култура, която се приема от младото население на страната.
По-късно Обединените военни сили на САЩ осигурявят гостуването на видни световни звезди по това време като Мерилин Монро и Луис Армстронг, които оказват влияние и допринасят за разпространението на американската музика. След като успешно се разпространява културата и певците печели повече все повече пари с изпълнението на песни от жанра на блус, джаз, кънтри и други. Постепенно системата на корейската музика минава от пентатоника към хептатоника.
През 60-те години на ХХ в. бумът и разцветът на популярната музика са в своя връх, появата на първите търговски радиостанции изиграли важна роля за разпространението, а публиката вече не се ограничава само в клубовете. По същото време киното започва също да се развива. Бийтълс „треската“ достига и в Южна Корея, отбелязвайки създаването на рок групи, първата която е ADD4. По същото време станал популярен и трот стила.
Други много популярни личности са Сестрите Ким. Те стават първите корейки, които дебютират с албум в САЩ, имат концерт в Лас Вегас и гостуват няколко пъти в шоуто на Ед Съливън.

### Хипи фолк поп
В края на 60 и началото на 70-те сред младежите се развива нова мода – хипи движение, произлизащо от САЩ. Вече повлияни от американската култура и начин на живот, за разлика от предишното поколение, които са повлияни от войните, младежите по това време се обличат в джинси и свирят на китара. Подобно на американските хипита се противопоставят на Виетнамската война (1955 – 1975), в резултат на което много песни били забранени от Корейското правителство. Въпреки забраната, хипи става известно движение и телевизията MBC организира състезание за студенти, което води и до създаването на няколко модерни фестивала.
Един от най-известните представители по това време бил Хан Де-су. Песента му „Дай ми вода“ (물 좀 주소) става химн за младите хора. Неговото дръзко сценично поведение и специфичния глас често шокират публиката. По-късно му се налага забрана от Южна Корея. След забраната заминава за Ню Йорк, където преследва музикална кариера там, връща се в Южна Корея през 90-те години. Други известни музиканти от това време са Сонг Чанг-шик, Йонг Нам и др.
По същото време диджеите също добиват популярност.

### Десетилетието на баладите
Новото десетилетие довежда до популяризирането на баладите. Те стават известни след песента „Ти си твърде далеч, за да си близо“ (가까이 하기엔 너무 먼 당신) на И Куанг-джо, а албумът му се продава около 300 000 пъти. Друг известен представител на това десетилетие бил Бьон Джин-соб известен като „принца на баладите“. Известен композитор бил И Йонг-хун, чиито песни през 2011 били презаписани за мюзикъла Gwanghwamun Yeonga (광화문 연가).
През 1980 стартира „Asia Music Forum“. В състезанието участват певци от пет различни азиатски страни. Чо Йонг-пил печели първо място, следствие на което става много популярен в Япония. Първият му албум „Жена зад прозореца“(창 밖의 여자) е хит, а Йонг-пил става първият корейски изпълнител, който изпълнява на сцената на „Карнеги Хол“ в Ню Йорк. Спечелва много награди на важни церемонии за най-добър певец и най-добра песен. Тръгва на турнета из Япония и Хонконг.

### Революцията
В началото на 90-те години музикантите смесват популярните американски стилове като рап, рок и техно. През 1992 групата Со Тайджи и момчета правят истинска революция в кей поп музиката с песента „Знам“ („난 알아요“). Триото дебютира в шоу на телевизията MBC и получава най-ниска оценка за песента си, но албумът става изключително успешен. MTV Iggy пише: „Бийта в стил New jack swing и запомнящите се припеви отнесоха публиката в Южна Корея. Текстовете на песните им представят проблемите на обществото, които никой друг преди тях не е успявал да представи по този начин.“ Примерът им е последван от изпълнители като Jinusean, Deux, 1TYM и Drunken Tiger.
През 1995 И Со-ман основава най-голямата южнокорейска звукозаписни компания – SM Entertainment, а до края на 90-те вече има известни компании като YG Entertainment, DSP Entertainment и JYP Entertainment
Успехът на Со Тайджи и момчета създава нови фенове: тийнейджъри, които водят до появата на идол групите. Групата H.O.T. се смята да първата идол група. Техния пример е последван от Sechs Kies, S.E.S., Fin.K.L, NRG, Taesaja, Baby V.O.X., Diva, Shinhwa и g.o.d. През 1997 заради Азиатската финансова криза H.O.T. издават албум на китайски език, а Diva реализират тайвански албум на английски език, като днес издаването на албуми на различен от корейския език е нормална практика. През същото време стават популярни и ъндърграунд клубовете и пънк групите като Crying Nut и Pipi Band.

### От XXI век до днес: Корейската (Халю) вълна
През XXI век кей поп музиката започва да се разпространява в цяла Източна Азия. Една от първите групи станали известни след Световно първенство по футбол 2002 в Южна Корея е Baby V.O.X със сингъла „Coincidence“, който е промотиран по време на първенството. БоА става първата певица, която стига първа позиция на японската класация „Орикон“, а Рейн изнася концерт в Пекин пред публика от 40 000 души.
През 2003 групата Baby V.O.X. оглавява китайските класации със сингъла на китайски език „I'm Still Loving You“ и групата започва да се разраства в Китай и Тайланд с песните „I'm Still Loving You“ и „What Should I Do“. От 2000 година насам в маркета на Източна Азия започват да доминират много идол групи от Южна Корея.
През 2008 г. културния износ включително на драми и компютърни игри стига 2 милиарда долара за първи път. Същата година Япония отчита почти 68% от износа на кей поп, изпреварвайки Китай (11,2%) и САЩ (2,1%). Данните показват, че феновете са готови да дадат големи суми, за да видят идолите си. Турнето на групата TVXQ! – Time: Live Tour 2013 включва 18 японски града, а билетите са на средна цена от 109 долара, след края на турнето касата му се изчислява на 110 милиона долара.

## Характеристики

### Транснационални и хибридни стойности
Според автор от Ролинг Стоун, кей поп е „жанр-фюжън“, който съчетава пеене и рап заедно с твърди изпълнения и визуализация. Смесва жанрове като поп, рок, хип-хоп, ритъм енд блус и електронна музика. Кей поп музиката може да бъде описана като глобална, смесвайки западни и европейски звуци с азиатски привкус на сцената. Корейските певци изпълняват песните си със синхронизирани танцови движения, а сложността на движенията привлича феновете. Сега кей поп заема голямо място в маркета на Азия и света. Китайски кей поп фен описва жанра така: „Корейската култутра умело съчетава западните и американките ценности, за да създаде свои собствени като става модел на подражание, както културно така и икономически.“ Авторът на статията добавя, че дори културата да играе важна роля, не е достатъчно да се опише корейската музика. Тази „визия за модерното“ играе роля за приемането на жанра.
Според Ън Йонг-чон от Калифорнийския университет транснационалните (или международни) и хибридните (т.е. смесването на стилове и култура) стойности са отговорни за успеха на кей поп музиката. Той твърди, че стойностите в музиката не са корейски или западни. В действителност, според това как е разработен процеса на транснационалното проявяване, кей поп не се състои само от японски и американски стойности, които са смесени, за да съвпаднат с търсенето на пазара. Културния империализъм на обществата на Япония и САЩ дълбоко променя корейските популярни стойности на няколко нива и повлиява стойностите на други страни. Той казва: „Съвременната корейска поп култура е изградена върху тези транснационални потоци, тъй като неговата многопластова и многопосочна мобилност създава различни социално-културни контакти, които си взаимодействат през и отвъд националните граници.“ Той заключава, че кей поп не е само страничен жанр, който се опитва да оцелее до мейнстрийма на американския поп, а че това явление е доста по-сложно. Неговото мнение е, че поради развитието на цифровите технологии и глобализацията потребителите на XXI век имат голям избор между „културни продукти“ от целия свят.
Кей поп е добре познат със своя висококачествен художествен занаят, певците са с учтиво и префинено поведение, както и със силен акцент върху средната класа, известни с много различни етнически, национални и религиозни идеи. Кей поп музиката е ставала диференцирана в много жанрове. Някои музиканти предлагат песни смесени със западни и кънтри мелодии. Комбинацията „азиатски певци в западен стил“ допринася за популярността на кей поп и го прави все по-глобален.

### Концепцията на световна индустрия
„Тъй като световния пазар на музика се измества от материален към цифров, самата същност на това, което индустрията продава се променя. Толкова много съдържание става достъпно по целия свят и започва да се продава не музика, а сензации. Продукт, който пресича език и културни бариери.“ Концепцията на световна индустрия цели да осигури сензация, нещо повече от само музика, допълвайки с продукти и поведение пред сцена: музика, танц, мода, шоута, изява пред телевизията, актьорско майсторство. За корейската културна индустрия, обучението (trainee system) е важна част от световната индустрия, наречена културна технология от основателя на Ес Ем Ентъртеймънт. Не позволява грешки и програмира новобранците да станат всестранно развити звезди.
Би Би Си описва кей поп групите Супер Джуниър и Уондър Гърлс като „произведени шугар момчета и момичета с хлъзгави танцови движения и закачливи мелодии. Кей поп е още познат със своите красиви момчешки и момичешки банди, които са млади и привлекателни.“
От 20 до 60 момчешки и момичешки групи са продуцирани всяка година в Южна Корея, което води до нов етикет за кей поп – „звездна фабрика“. Много от тези групи изчезват след няколко хита. Кей поп е бърз и динамичен, комбиниращ висока конкуренция. Според „Korea Times“ кей поп продуцира консуматив, който лесно се запомня, стават хит, поваля публиката и после изчезва. По-голямата част от кей поп песните не се застояват дълго в класациите, рядкост е някой хит да оглави класациите за няколко седмици. Най-често хитовете са изградени върху запомняща се припевна част придружавана от лесен за научване танц като „Sorry, Sorry“ на Супер Джуниър, Gee на Гърлс Дженерейшън, „Abracadabra“ на Brown Eyed Girls или „Up & Down“ на EXID. Песните са хит известни за един или два месеца, докато нови не ги заменят. R&B дивата Ин Сун-и описва явлението така: „Песните, които пеехме преди се пеят и сега. Но музиката тези дни – хората я изпълняват три месеца и спират. Феновете са загубили чувството за отговорност“
В кей поп визуалното е неизменима част. За изпълнителите и визията им се отделя огромно внимание на външния вид, облеклото и мощни визуални ефекти на концертите и музикалните видеа. Видеоклиповете са често ярки, цветни, екстравагантни и в сравнение с традиционния поп видеоклипове могат да бъдат шокиращи или неразбираеми за публиката, която не е привикнала към жанра.
Има случаи, когато чужди композитори и продуценти правят песни за корейски изпълнители. Примери за такива са Уил Ай Ем (работил най-вече с групата 2NE1) и Шон Гарет. Музиканти, които са работили заедно с кей поп идоли включват главно афроамериканското общество като Снуп Дог, Ейкън, Кание Уест и Лудакрис и Уил Ай Ем. Обичайно е и доста кей поп песни да са композирани от текстописци от Норвегия и Швеция. Музикален специалист от Уолстрийт джърнъл казва, че южнокорейската музика иска микс от „американски бийт, но в стила на Скандинавия.
В последните години кей поп се доминира от ново поколение идол групи и разширяването на жанра е почти изцяло задвижено от Интернет. Колкото повече звукозаписите губят популярност сред потребителите, толкова повече дигиталните продажби се увеличават. В опита си да завладеят публиката за кратко време, корейските лейбъли предпочитат да реализират EP (миниалбуми) или сингъл формат. Това довело до широкото използване на думата „кука“, което се отнася за закачливите песни, лесни за запомняне.

### Маркетинг
Когато корейските агенции за таланти организират нов дебют, той става с явяването на групите по музикални шоута по телевизията или така наречената „дебютна сцена“. Дебютния сингъл и визията се нарича концепция, маркетингова кука, която оказва влияние върху сингъла, дрехите, закачливите фрази и как те са представени, всеки отделен член на групата има собствена концепция и заема някаква позиция в групата като вокал, рапър, танцьор, макне... Когато един такъв цикъл свърши (т.е. групата не промотира вече) след известно време следва завръщане, което пак се промотира с представяне на музиката по различни шоута било то музикални или предавания като всяко такова завръщане си има собствена концепция.
За да промотират албумите си, кей поп артистите изпълняват песните си по телевизията. За целта има такива шоута като „Music Bank“, „Show! Music Core“, „Inkigayo“ и др. Първото изпълнение по някоя програма се нарича „comeback stage“. В допълнение към промоциите има гостувания по различни шоута, снимки и видеоклипове като част от завръщането. Реализират няколко дена преди завръщането или няколко дни след излизането на видеоклипа.
Агенциите сформират и подгрупи (sub groups) или „sub units“, чиито членове се състоят от по няколко члена от оригиналната група, които обикновено се специализират като например най-добрите вокалисти от дадената група (като Girls Generation-TTS) само рапърите на група (като GD&T.O.P от Биг Бенг) или като комбинация членове на две различни групи (Хьона от 4minute и Хьон-сънг сформират дуото Troublemaker).

### Танци
Танците са незаменима част от кей поп. Когато групите танцуват и пеят често сменят позициите си в бърз синхрон. От дебюта на Со Тайджи и момчета, много групи и изпълнители използват този начин на танцуване, стратегия наречена „променяща се формация“ („formation changing“; 자리 바꿈), която става повратна точка в корейската хореография.
Кей поп хореографията честно включва „point dance“, състоящ се от повтарящи се движения. Тези основни движения изпъкват, лесно се запомнят и съвпадат с текста на песните. Този тип танци почти са станали стереотип в кей поп, като успеха им е добре известен в „Sorry, Sorry“ на Супер Джуниър, при който групата разтрива ръце за извинение. За да се създаде такъв танц текстописците трябва да имат предвид темпото, също както и способността на феновете да научат и запомнят движенията. Според Ели Ким, хореограф от Лос Анджелис: „Корейците наистина искат феновете да се потопят в музиката. Затова и ние като хореографи трябва да опростим движенията.“

### Мода
Кей поп също повлиява модата, особено в Азия, където са на показ дрехите и аксесоарите, прическите и козметичните продукти на звездите. Някои марки копират дрехите, носени от идолите. Кей поп звезди като Джи-Драгън от Биг Бенг и Си Ел от 2NE1 са се превърнали в модни икони и са привлекли вниманието на западни модни дизайнери като Карл Лагерфелд главно привлечен от Джи-Драгън и Джеръми Скот привлечен от Си Ел, който я признава за негова муза.
През януари 2012, кей поп звезди организират модно шоу в Япония, което е посетено от 33 000 души. В Тайланд властите се опасяват, че заради кей поп, тай тийнейджъри носят неподходящи дрехи за времето като например гамаши и също продукти за избелване, за да изглеждат като идолите си. В Северна Корея въпреки правителствените регулации южнокорейската мода е тема на интерес. Кей поп популяризира носенето на високи токчета, потници и аксесоари въпреки че такова облекло е забранено в страната.

## Кей поп като индустрия

### Лейбъли
Кей поп е осигурил на цялата индустрия компании за продукция, събитиен мениджмънт, музикални издатели и много други кей поп и Халю стоки и услуги. Трите най-големи компании по отношение на приходите са SM Entertainment, YG Entertainment и JYP Entertainment, наречени „Голямата тройка“, чиито акции се търгуват на Корейската фондова борса. В кей поп лейбълите изпълняват ролята на агенции за своите артисти (изпълнители, танцьори, актьори, комедианти...) като функционират така от ранните 2000-те. Те са отговорни за набирането, финансирането, обучението, маркетинга и дебютирането на новите артисти, както и управлението на дейностите им и връзките с обществеността.
По отношение на пазарния дял най-голяма компания е SM Entertainment. Изпълнителите на лейбъла започват Халю вълната и първи успяват да пробият в Япония. Лейбълите в кей поп често си сътрудничат като например Se7en (работи за YG Entertainment до 2015 г.), който през 2012 получава песен от основателя на JYP Entertainment. Друг пример за сътруднчиество между трите лейбъла е участието им в „K-pop Star“ като съдиите са Пак Джи-йонг (JYP), Янг Хьон-сок (YG) и певицата БоА представяща SM, докато компанията не отлага участието си в шоуто през 2013 г. „Голямата тройка“, Star J Entertainment, AM Entertainment и Key East основават Обиден Азиатски Мениджмънт (ОАМ), който цели на направи кей поп все по-глобален и да улесни и развие набирането на персонал и мениджмънта. Прослушванията на ОАМ са международни и не се ограничават само до персонал от корейски произход. Освен музиканти, ОАМ също набира актьори, режисьори, стилисти, фризьори и гримьори.
През 2009 „DFSB Kollective“ става първият доставчик на кей поп песни в iTunes. Увеличаването на кей поп феновете от други страни увеличава значително и приходите на компаниите.
| Компания          | Лого | Основаване и основател | Главен изпълнителен директор | 2011 | 2012 | 2013 | 2014 |
| ----------------- | ---- | ---------------------- | ---------------------------- | ---- | ---- | ---- | ---- |
| S.M Entertainment |      | 1995 от И Со-ман       | Ким Йонг-мин                 | 143  | 241  | 268  | 286  |
| YG Entertainment  |      | 1996 от Янг Хьон-сок   | Янг Мин-сок                  | 78   | 106  | 116  | 156  |
| JYP Entertaiment  |      | 1997 от Пак Джи-йонг   | Пак Джи-йонг                 | 19   | 15   | 21   | 48   |

### Продажби и пазарна стойност
Корейската индустрия нараства с близо 3,4 милиарда за първата половина на 2012, което е увеличение от 27,8% в сравнение с предходната година по същото време. Преди дигиталния пазар да вземе връх, южнокорейската индустрия е почти разрушена през ранните 2000, заради нелегалното споделяне на файлове, проблем, който засягал не по-малко и други страни по това време. През 2006, цифровия пазар на музика изненадва физическия като повече от половината приходи идват от дигитални копия. Социалното кей поп присъствие по корейски и английски сайтове като Фейсбук и Ютюб също има голяма заслуга за неговия глобален пазар.
През 2011, 1100 албума са реализирани в Южна Корея. 2/3 от тях са в хип-хоп стил, а другата 1/3 в рок, модерен фолк и кросоувър. Това показва, че има доста различни жанрове извън това, което е представено от кей поп идолите. Нелегалните сваляния свалят цените на музиката драстично. През 2012 средната цена за кей поп песен е 0,10$ или 0,002$, когато е онлайн.
Кей поп е бизнес модел, който заселва туризма в глобален мащаб. Фенове от целия свят идват в Южна Корея за екскурзии и това влияе добре на пазара на кей поп. Според Mfrascog кей поп е „модел за географски интерес и привличане на туристи“

### Система на обучение
Културна технология (КТ) е структура на обучение популяризирана от И Со-ман състояща се от 3 строги стъпки на обучение, за да може един певец да стане част от Халю вълната. Автор от „The Verge“ описва технологията като една от най-крайните системи за „преопаковане“ на групите, които са собственост на една шепа агенции. Трите стъпки се състоят от:
1. Обучение. Изпълнителите приети в компанията започват да се обучават като периода на обучението може да бъде от няколко месеца до няколко години.
2. Разширяване. Разширяване на дейностите на даден артист като съюзяване с компании от други страни за организиране на концерти, фен срещи, виртуални концерти (3D). Музикантите изпълняват на езика, в която страна обсега се разширява (най-често Япония и Китай).
3. Съвместност. Един път обединени с компанията те работят с техните композитори, продуценти и хореографи за увеличаване на обсега. Според „Harvard Business Review“ стъпка 3 стига толкова далеч, за да задоволи търсенето на страната за която ще работят, че превръща кей поп в Ю-поп (от „universal“ – универсален)[100][101]

Индустрията е много сериозна, когато става въпрос за създаването на идоли и нови изпълнители. Голяма част от времето се прекарва в усъвършенстване уменията на изпълнителите и техните сценични изяви. Полагат се големи усилия за създаването на определен имидж на изпълнителите или групата изграждайки стратегии, рекламни и маркетингови решения, за да се увеличат шансовете за успех с пускането на нови таланти. Компаниите започват процес на обучение от ранна детска възраст, което включваː танцови и вокални уроци, учене на чужди езици като едновременно с това посещават училище и живеят заедно в обща квартира. За да се гарантира още по-голям успех личния живот и кариерата на изпълнителите започва да се контролира от компаниите. Всяка една компания прави минимална инвестиция от 400 000 щатски долара за един изпълнител, за да премине през обучението.

## Култура

### Основни понятия
Кей поп използва специфични изрази, които включват традиционни корейски думи използвани, както от идолите така и от феновете. Освен това кей поп си оформя собствена субкултура. За кей поп е важно възрастта на изпълнителите дебютната дата и самата им популярност. Младите изпълнители или тези които са дебютирали скоро се наричат „хубе“ и трябва да се обръщат със „сънбе“ и „инса“ (традиционен дълбок поклон) към по-старите изпълнители. Ако тези изисквания не се изпълнят може да се стигне дори до скандали и критики от страна на индустрията и феновете.
Момчешките и момичешките групи се наричат идоли или идол групи. Идол групите имат строга йерархия. Всяка групи има лидер, избран от членовете или от компанията, за която работят въз основа на възрастта, личността и качествата. Лидерът е представител на групата и отговоря работата им да преминава без конфликти. Всяка идол група си има също главен вокал, главен таньор и главен рапър, които също имат задължения в зависимост от позицията си. Важна позиция заема и най-младия по възраст или макнето, който обикновено е най-сладък и повлиява популярността на групата.
Индустрията има и свой фенсървис, който е базиран на броманс (по-рядко уоманс) между членовете на групите. Бромансът или уомансът се изразява в сладки или братски или сестрински действия заедно по телевизията, по време на концерти и други. Феновете им си избират имена, като смесват имената им (истинското или сценичното). Пример за броманс са Джи-Драгън и Сунгри от Биг Бенг, чието име е ДжиРи, а за уоманс е Амбър и Виктория от f(x), чието име е АмТория. Феновете наричат бромансите и уомансите „шипс“ (от английското „relationship“), а феновете „шипърс“ („shippers“).

### Често използвани изрази
| Име                      | хангъл | Значение |
| ------------------------ | ------ | --- |
| Оппа (oppa)              | 오빠   | По-големия брат на жената. Корейските жени наричат така по-големите си братя, роднините, приятелите и ако са в романтична връзка се приема като мило обръщение. Феновете често наричат идолите „оппа“. На български се оставя в такъв вариант или се превежда като „батко“. |
| Хьонг (hyung)            | 형     | По-големия брат на мъжа. Корейските мъже наричат така братята си, роднините и близките приятели, които са по-големи. В кей поп се използва между членовете на групите. На български се оставя в такъв вариант или се превежда като „батко“.                                 |
| Онни (unni)              | 언니   | По-голямата сестра на жената. Корейските жени наричат така сестрите си, родните и близките приятелки, които са по-големи. В кей поп се използва между членовете на групите. На български се оставя в такъв вариант или се превежда като „како“.                             |
| Нуна (noona)             | 누나   | По-голямата сестра на мъжа. Корейските мъже наричат така сестрите си, роднините си и близките приятелки, които са по-големи. В кей поп се използва феновете от женски пол са по-големи от идолите си. На български се оставя в такъв вариант или се превежда като „како“.   |
| донгсенг (dongsaeng)     | 동생   | Обръщение към по-млад независимо от пола, ако са в близки отношения с говорителя. |
| сонбе (seonbae)          | 선배   | Обръщение към по-старши, който е с повече опит. Независимо от пола и възрастта. |
| хубе (hubae)             | 후배   | Обръщения към по-млад, който е с по-малко опит. Независимо от пола и възрастта. |
| Хвайтинг (hwaiting)      | 화이팅 | Фраза, произлизаща от английкото „fighting“ изразяващо силна подкрепа. Може да се преведе като „бори се“ или „успех“. |
| Дебак или Тебак (Daebak) | 대박   | Фраза, изразяваща удивление или впечатление. Може да се преведе като „невероятно“. |

| Име                                              | Значение |
| ------------------------------------------------ | --- |
| Десанг (Daesang, 대상) и Бонсанг (Bonsang, 본상) | Бонсанг е даван по време на награди на няколко изпълнителя за постижения в музиката, след това някой от спецелилите Бонсанг са наградени с голямата награда наречена Десанг. |
| All-Kill (AK) и Perfect All-Kill (PK)            | Всички песни, достигнали първо място в един ден в седемте най-големи класации в Южна Корея се обозначават като All-Kill, а когато песните са и на първо място за изтегляне на мелодия достигат успеха Perfect All-Kill. |
| Мини албум                                       | Еквавалент на EP. Обикновено тези албуми съдържат от 3 до 10 песни включващи ремиксове и инструментали. |
| Главен трак (title track)                        | Песента от албума, която е промотирана най-много. Задължително е придружена с клип и изпълнения на живо. |
| преопакован албум (repackaged album)             | Когато промотирането на един албум и неговия заглавен трак приключат се преиздава отново (не всеки път) с нов дизайн и нов заглавен трак, който отново е придружен с клип и изпълнение на живо. |
| промотиране (promotion)                          | Главния трак се излъчва по музикални шоута и преминава през няколко етапа в зависимост кога за първи път е представен по шоутата. Обикновено промотирането трае един месец и преминава през „дебютна сцена“ (debut stage), когато е нов, „завръщане“ (comeback stage), когато започва интензивно да се промотира „довиждане“ (goodbye stage), когато приключва. |
| point dance                                      | Point танца е главното движение, в хореографията, което лесно се запомня и често съвпада с текста. |